# All details uhmjunghwa
『all details uhmjunghwa』（オール・ディテイルズ・オム・ジョンファ）はオム・ジョンファの2枚目のベストアルバム。1999年12月28日にシンナラミュージック, nuri entertainmentよりリリースされた。

## 解説
- オム・ジョンファの2枚目のベストアルバム。5集『005.1999.06』の活動後に発表された。
- 「Cross」と「はにかみ日記（Memory)」が新曲として収録された。
- 「Cross」はMVが制作され活動を行った。
- 初版のみジャケット写真が異なり、現在流通するものは改訂版である。

## 収録曲
1. はにかみ日記（Memory）
2. Cross
3. 分からない(モルラ）
4. 天だけが許した愛
5. 私の思いに気づいて
6. 三者対面 (DJ IVY MIX)
7. 招待
8. POISON
9. 裏切りの薔薇 (DJ IVY MIX)
10. あなたに分からないように
11. Scarlet
12. FESTIVAL
13. リモコンとマニキュア (CD BONUS TRACK)